# 大甕村
大甕村（おおみかむら）は、昭和29年（1954年）まで福島県相馬郡の中南部に存在していた村。現在の南相馬市原町区の東南部にあたる。

## 地理
- 河川：太田川

## 沿革
- 明治22年（1889年）4月1日 - 町村制施行にともない、大甕村・江井村・下江井村・萱浜村・北原村・小浜村・雫村・堤谷村・米ヶ沢村の計9か村が合併して行方郡大甕村が発足。
- 明治29年（1896年）4月1日 - 行方郡と宇多郡が合併して相馬郡が発足。相馬郡大甕村となる。
- 昭和29年（1954年）3月20日 - 原町・太田村・高平村と合併し、原町市となる。

## 行政
- 歴代村長

| 代 | 氏名           | 就任                   | 退任                      | 備考 |
| -- | -------------- | ---------------------- | ------------------------- | ---- |
| 1  | 佐藤行重       | 明治22年（1889年）4月  | 明治23年（1890年）3月     |      |
| 2  | 佐々木罄治     | 明治23年（1890年）4月  | 明治29年（1896年）9月     |      |
| 3  | 高田弘         | 明治29年（1896年）10月 | 明治31年（1898年）7月     |      |
| 4  | 門馬剛         | 明治31年（1898年）7月  | 明治35年（1902年）2月     |      |
| 5  | 今野重忠       | 明治35年（1902年）2月  | 明治38年（1905年）4月     |      |
| 6  | 目黒長右衛門   | 明治38年（1905年）5月  | 大正2年（1913年）5月      |      |
| 7  | 今野重忠       | 大正2年（1913年）5月   | 大正6年（1917年）3月      | 再任 |
| 8  | 佐々木治郎兵衛 | 大正6年（1917年）6月   | 大正10年（1921年）5月     |      |
| 9  | 高田弘         | 大正10年（1921年）6月  | 大正10年（1921年）7月15日 | 再任 |
| 10 | 渡部亀助       | 大正11年（1922年）4月  | 大正15年（1926年）2月     |      |
| 11 | 今野義意       | 大正15年（1926年）12月 | 昭和9年（1934年）12月     |      |
| 12 | 伏見清身       | 昭和9年（1934年）12月  | 昭和21年（1946年）11月    |      |
| 13 | 馬場末松       | 昭和22年（1947年）5月  | 昭和25年（1950年）4月     |      |
| 14 | 畑島好         | 昭和25年（1950年）5月  | 昭和29年（1954年）3月19日 |      |

## 教育
- 大甕村立大甕小学校
- 大甕村立大甕中学校

## 交通

### 鉄道
- 国鉄常磐線 - 駅なし

### 道路
- 国道6号